# Edmond Fierlants

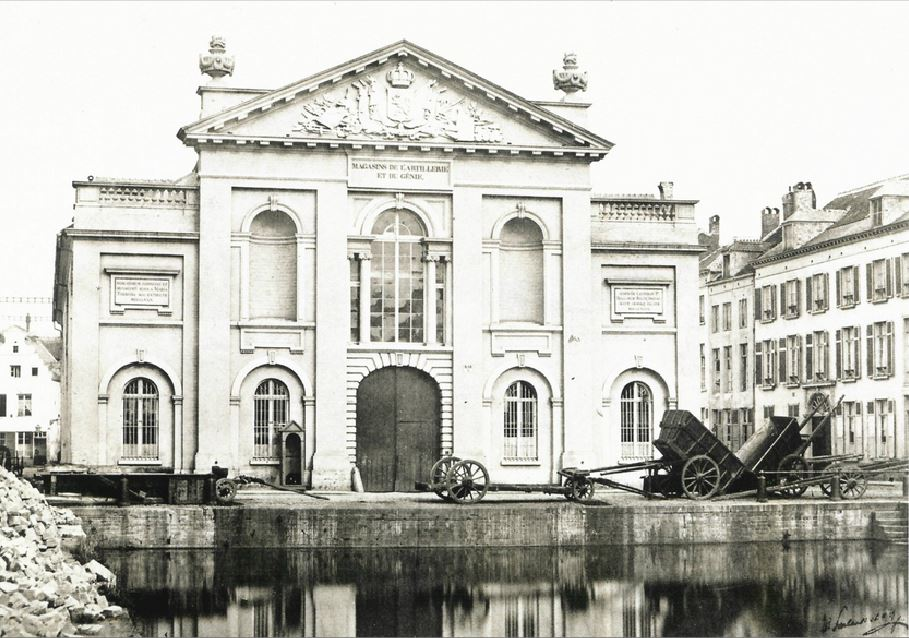
Stapelhuis (Brussel)

Edmond Joseph Marie Fierlants (Brussel, 20 juli 1819 - aldaar, 21 december 1869) was een pionier van de Belgische fotografie.

## Levensloop
Fierlants groeide op in een welstellende familie en huwde Isabelle Nieuwenhuys, geboren in Londen op 5 april 1831. Hun eerste kind, Hélène, werd in 1850 in Parijs geboren, en hun zoon, Albert Jean, op 4 maart 1852 in Brussel.
Hij was stichtend lid van de Société française de photographie op 15 november 1854, als enige Belg. Zijn opleiding kreeg hij bij Hippolyte Bayard, de eerste die een positief beeld op papier had kunnen realiseren (1839). In 1854 was Fierlants de enige Belgische medeoprichter van de Société française de photographie. Een jaar later, in 1855, was Fierlants mede-uitvinder van het procedé-Taupenot, dat hij presenteerde in het blad van de Photographical Society of London.
In 1857 toonde hij zijn werk op exposities in Parijs en Brussel, onder andere reproducties van schilderijen, waarin hij een ware specialist zou worden.
Hij vatte het plan op om voltijds fotograaf te worden, ongebruikelijk voor iemand van zijn stand. Op 5 maart 1858 keerde hij terug naar Brussel en probeerde hij de overheid ervan te overtuigen dat het historische erfgoed van de jonge Belgische staat op de gevoelige plaat moest worden vastgelegd. Hij begon alvast in Brugge, in afwachting van het advies dat minister Charles Rogier inwon bij de Koninklijke Academie van België. Het viel gunstig uit voor Fierlants en hij kreeg de opdracht om de meesterwerken van de Vlaamse primitieven in Brugge vast te leggen. Hij publiceerde zijn Vues et monuments de Bruges alsook Musée Memling de l'Hôpital Saint-Jean in 1858. Het volgende jaar bracht hij een reeks van 31 platen uit in Parijs bij Victor Didron (Les grands peintres d'avant Raphaël, photographiés d'après les tableaux originaux). In Brussel (114 opnames van 1862 tot 1864) en Leuven (39 opnames in 1865) was hij ook actief.
Fierlants was voorts de drijvende kracht achter het oprichten van de Société belge de photographie in 1862 (Keyenveldstraat 69, Elsene).
Van 1866 tot 1867 reproduceerde hij in opdracht van de Belgische staat het werk van Antoine Wiertz.
Nadien besloot hij, gebukt onder schulden en gescheiden, om zich toe te leggen op portretfotografie. Hij opende een studio in Brussel (Warmoesberg 4) maar kende weinig succes. Fierlants stierf berooid.

## Fotoreeks Antwerpen

Kipdorppoort, Antwerpen, buitenzijde met toegangsbrug in 1863

Kipdorppoort, Antwerpen. Links aan de Sint-Jacobsmarkt in 1863

In 1860 kreeg Fierlants de steun van de overheid om een architecturale missie in Antwerpen uit te voeren. Het stadsbestuur vroeg hem om belangrijke gebouwen en monumenten te fotograferen. Het resulteerde in 165 foto's, Vues et monuments d'Anvers, die een beeld geven van het stadshart. Dit was een van de eerste grootschalige fotoreeksen ter wereld. Deze fotoreeks bleek zeer cruciaal aangezien de stad kort daarop fundamenteel veranderde, onder andere omdat de Spaanse omwalling (waaronder de Kipdorpbrug) werd afgebroken en de Scheldekaaien werden rechtgetrokken.
De foto's geven ons een beeld van hoe Antwerpen er in de Middeleeuwen uitgezien kan hebben, ondanks het feit dat de foto's zeer gefragmenteerd en geselecteerd zijn. Ze vertonen een zeer sterk contrast met de ontwakende, moderne en snel groeiende havenstad die Antwerpen zou worden.
De verzameling bestaat uit 278 originele afdrukken van 158 verschillende opnames. ze worden bewaard in het Stapelhuis Sint-Felix en de Erfgoedbibliotheek Hendrik Conscience. De foto's en glasplaten van Fierlants werden in 2013 opgenomen in de Topstukkenlijst van de Vlaamse Gemeenschap. In 2019 werden de glasplaten, die bewaard worden in het Felixarchief, gerestaureerd met steun van de Vlaamse Gemeenschap.
De foto's duiken nog regelmatig op, zo werden ze in 2016 gebruikt in het boek Antwerpen, verloren stad 1860-1880. Er zijn ook sterke gelijkenissen gevonden tussen de foto's van Fierlants en de gravures van Jozef Linnig. Die meer dan waarschijnlijk de foto's als basis gebruikte voor zijn Historisch album der stad Antwerpen: verzameling van gezichten en gedenkteekens van vroegere tyden.

## Collecties
- Koninklijke Bibliotheek van België, Brussel
- Musée de la Photographie, Charleroi
- FotoMuseum, Antwerpen
- Erfgoedbibliotheek Hendrik Conscience, Antwerpen
- FelixArchief, Antwerpen
- Stadsarchief Brugge

## Voetnoten
1. ↑  Journal of the Photographical Society, 1856

- Bibliothèque nationale de France: cb15601467h (data)
- Gemeinsame Normdatei: 11902845X
- International Standard Name Identifier: 0000 0000 7142 3490
- Library of Congress Control Number: n80083170
- Nederlandse Thesaurus van Auteursnamen: 072109459
- PIC: 18377
- RKD-Nederlands Instituut voor Kunstgeschiedenis: 375933
- Système universitaire de documentation: 198004494
- Union List of Artist Names: 500036901
- Virtual International Authority File: 20002795
- WorldCat: E39PBJwHgTjkbRkccKJPbRHgrq